# Kvalifikace na Mistrovství světa ve fotbale 1990 (CAF)
Kvalifikace na Mistrovství světa ve fotbale 1990 zóny CAF určila 2 účastníky závěrečného turnaje.
Po odhlášení dvou týmů se zúčastnilo pouze 24 celků. Osmička nejlepších byla nasazena přímo do skupinové fáze. Zbylých 16 týmů sehrálo předkolo hrané systémem doma a venku. Ve skupinové fázi bylo 16 týmů rozlosováno do čtyř skupin po čtyřech, kde se utkal každý s každým dvoukolově doma a venku. Vítězové skupin se následně utkali systémem doma a venku o postoup na MS.

## Předkolo
| Datum                       | Domácí | Výsledek | Hosté  |
| --------------------------- | ------ | -------- | ------ |
| 7. srpna 1988, Luanda       | Angola | 0 – 0    | Súdán  |
| 11. listopadu 1988, Chartúm | Súdán  | 1 – 2    | Angola |

Angola postoupila do skupinové fáze díky celkovému vítězství 2-1.
| Datum                       | Domácí | Výsledek | Hosté  |
| --------------------------- | ------ | -------- | ------ |
| 16. července 1988, Kampala  | Uganda | 1 – 0    | Malawi |
| 30. července 1988, Lilongwe | Malawi | 3 – 1    | Uganda |

Malawi postoupilo do skupinové fáze díky celkovému vítězství 3-2.
| Datum                         | Domácí       | Výsledek | Hosté        |
| ----------------------------- | ------------ | -------- | ------------ |
| 3. června 1988, Tripolis      | Libye        | 3 – 0    | Burkina Faso |
| 3. července 1988, Ouagadougou | Burkina Faso | 2 – 0    | Libye        |

Libye postoupila do skupinové fáze díky celkovému vítězství 3-2.
| Datum                    | Domácí  | Výsledek | Hosté   |
| ------------------------ | ------- | -------- | ------- |
| 7. srpna 1988, Accra     | Ghana   | 0 – 0    | Libérie |
| 21. srpna 1988, Monrovia | Libérie | 2 – 0    | Ghana   |

Libérie postoupila do skupinové fáze díky celkovému vítězství of 2-0.
| Datum                   | Domácí  | Výsledek | Hosté   |
| ----------------------- | ------- | -------- | ------- |
| 5. srpna 1988, Tunis    | Tunisko | 5 – 0    | Guinea  |
| 21. srpna 1988, Conakry | Guinea  | 3 – 0    | Tunisko |

Tunisko postoupilo do skupinové fáze díky celkovému vítězství of 5-3.
- Lesotho se odhlásilo, a tak  Zimbabwe postoupilo do skupinové fáze bez boje.
- Rwanda se odhlásila, a tak  Zambie postoupila do skupinové fáze bez boje.
- Togo se odhlásilo, a tak  Gabon postoupil do skupinové fáze bez boje.

## Skupinová fáze

### Skupina A
| Poř. | Tým               | Z | V | R | P | VG | IG | +/- | B |
| ---- | ----------------- | - | - | - | - | -- | -- | --- | - |
| 1    | Alžírsko          | 4 | 3 | 1 | 0 | 6  | 1  | 5   | 7 |
| 2    | Pobřeží slonoviny | 4 | 1 | 2 | 1 | 5  | 1  | 4   | 4 |
| 3    | Zimbabwe          | 4 | 0 | 1 | 3 | 1  | 10 | -9  | 1 |

| Datum                    | Domácí            | Výsledek | Hosté             |
| ------------------------ | ----------------- | -------- | ----------------- |
| 6. ledna 1989, Annaba    | Alžírsko          | 3 – 0    | Zimbabwe          |
| 8. ledna 1989, Abidžan   | Pobřeží slonoviny | 1 – 0    | Libye             |
| 20. ledna 1989, Tripolis | Libye             | 0 – 2(*) | Alžírsko          |
| 22. ledna 1989, Harare   | Zimbabwe          | 0 – 0    | Pobřeží slonoviny |
| 11. června 1989, Abidžan | Pobřeží slonoviny | 0 – 0    | Alžírsko          |
| 25. června 1989, Harare  | Zimbabwe          | 1 – 2    | Alžírsko          |
| 13. srpna 1989, Abidžan  | Pobřeží slonoviny | 5 – 0    | Zimbabwe          |
| 25. srpna 1989, Annaba   | Alžírsko          | 1 – 0    | Pobřeží slonoviny |

(*)FIFA zkontumovala zápas 2:0 pro Alžírsko, ale později se Libye vzdala účasti a všechny její výsledky byly anulovány.
Alžírsko postoupilo do finálové fáze.

### Skupina B
| Poř. | Tým     | Z | V | R | P | VG | IG | +/- | B |
| ---- | ------- | - | - | - | - | -- | -- | --- | - |
| 1    | Egypt   | 6 | 3 | 2 | 1 | 6  | 2  | 4   | 8 |
| 2    | Libérie | 6 | 2 | 2 | 2 | 2  | 3  | -1  | 6 |
| 3    | Malawi  | 6 | 1 | 3 | 2 | 3  | 4  | -1  | 5 |
| 4    | Keňa    | 6 | 1 | 3 | 2 | 2  | 4  | -2  | 5 |

| Datum                     | Domácí  | Výsledek | Hosté   |
| ------------------------- | ------- | -------- | ------- |
| 6. ledna 1989, Káhira     | Egypt   | 2 – 0    | Libérie |
| 7. ledna 1989, Nairobi    | Keňa    | 1 – 1    | Malawi  |
| 21. ledna 1989, Lilongwe  | Malawi  | 1 – 1    | Egypt   |
| 22. ledna 1989, Monrovia  | Libérie | 0 – 0    | Keňa    |
| 10. června 1989, Nairobi  | Keňa    | 0 – 0    | Egypt   |
| 11. června 1989, Monrovia | Libérie | 1 – 0    | Malawi  |
| 24. června 1989, Lilongwe | Malawi  | 1 – 0    | Keňa    |
| 25. června 1989, Monrovia | Libérie | 1 – 0    | Egypt   |
| 11. srpna 1989, Káhira    | Egypt   | 1 – 0    | Malawi  |
| 12. srpna 1989, Nairobi   | Keňa    | 1 – 0    | Libérie |
| 26. srpna 1989, Káhira    | Egypt   | 2 – 0    | Keňa    |
| 26. srpna 1989, Lilongwe  | Malawi  | 0 – 0    | Libérie |

Egypt postoupil do finálové fáze.

### Skupina C
| Poř. | Tým     | Z | V | R | P | VG | IG | +/- | B |
| ---- | ------- | - | - | - | - | -- | -- | --- | - |
| 1    | Kamerun | 6 | 4 | 1 | 1 | 9  | 6  | 3   | 9 |
| 2    | Nigérie | 6 | 3 | 1 | 2 | 7  | 5  | 2   | 7 |
| 3    | Angola  | 6 | 1 | 2 | 3 | 6  | 7  | -1  | 4 |
| 4    | Gabon   | 6 | 2 | 0 | 4 | 5  | 9  | -4  | 4 |

| Datum                       | Domácí  | Výsledek | Hosté   |
| --------------------------- | ------- | -------- | ------- |
| 7. ledna 1989, Enugu        | Nigérie | 1 – 0    | Gabon   |
| 8. ledna 1989, Yaoundé      | Kamerun | 1 – 1    | Angola  |
| 22. ledna 1989, Libreville  | Gabon   | 1 – 3    | Kamerun |
| 22. ledna 1989, Luanda      | Angola  | 2 – 2    | Nigérie |
| 10. června 1989, Enugu      | Nigérie | 2 – 0    | Kamerun |
| 11. června 1989, Luanda     | Angola  | 2 – 0    | Gabon   |
| 25. června 1989, Luanda     | Angola  | 1 – 2    | Kamerun |
| 25. června 1989, Libreville | Gabon   | 2 – 1    | Nigérie |
| 12. srpna 1989, Lagos       | Nigérie | 1 – 0    | Angola  |
| 13. srpna 1989, Yaoundé     | Kamerun | 2 – 1    | Gabon   |
| 27. srpna 1989, Yaoundé     | Kamerun | 1 – 0    | Nigérie |
| 27. srpna 1989, Libreville  | Gabon   | 1 – 0    | Angola  |

Kamerun postoupil do finálové fáze.

### Skupina D
| Poř. | Tým     | Z | V | R | P | VG | IG | +/- | B |
| ---- | ------- | - | - | - | - | -- | -- | --- | - |
| 1    | Tunisko | 6 | 3 | 1 | 2 | 5  | 5  | 0   | 7 |
| 2    | Zambie  | 6 | 3 | 0 | 3 | 7  | 6  | 1   | 6 |
| 3    | Zair    | 6 | 2 | 2 | 2 | 7  | 7  | 0   | 6 |
| 4    | Maroko  | 6 | 1 | 3 | 2 | 4  | 5  | -1  | 5 |

| Datum                      | Domácí  | Výsledek | Hosté   |
| -------------------------- | ------- | -------- | ------- |
| 8. ledna 1989, Rabat       | Maroko  | 1 – 0    | Zambie  |
| 8. ledna 1989, Kinshasa    | Zair    | 3 – 1    | Tunisko |
| 22. ledna 1989, Tunis      | Tunisko | 2 – 1    | Maroko  |
| 22. ledna 1989, Lusaka     | Zambie  | 4 – 2    | Zair    |
| 11. června 1989, Kinshasa  | Zair    | 0 – 0    | Maroko  |
| 11. června 1989, Lusaka    | Zambie  | 1 – 0    | Tunisko |
| 25. června 1989, Lusaka    | Zambie  | 2 – 1    | Maroko  |
| 25. června 1989, Tunis     | Tunisko | 1 – 0    | Zair    |
| 13. srpna 1989, Casablanca | Maroko  | 0 – 0    | Tunisko |
| 13. srpna 1989, Kinshasa   | Zair    | 1 – 0    | Zambie  |
| 27. srpna 1989, Kenitra    | Maroko  | 1 – 1    | Zair    |
| 27. srpna 1989, Tunis      | Tunisko | 1 – 0    | Zambie  |

Tunisko postoupilo do finálové fáze.

## Finálová fáze
| Datum                      | Domácí   | Výsledek | Hosté    |
| -------------------------- | -------- | -------- | -------- |
| 8. října 1989, Constantine | Alžírsko | 0 – 0    | Egypt    |
| 17. listopadu 1989, Káhira | Egypt    | 1 – 0    | Alžírsko |

Egypt postoupil na Mistrovství světa ve fotbale 1990 díky celkovému vítězství 1-0.
| Datum                     | Domácí  | Výsledek | Hosté   |
| ------------------------- | ------- | -------- | ------- |
| 8. října 1989, Yaoundé    | Kamerun | 2 – 0    | Tunisko |
| 19. listopadu 1989, Tunis | Tunisko | 0 – 1    | Kamerun |

Kamerun postoupil na Mistrovství světa ve fotbale 1990 díky celkovému vítězství 3-0.